# Gastrotheca trachyceps
Gastrotheca trachyceps és una espècie de granota de la família Amphignathodontidae. És endèmica de Colòmbia. El seu hàbitat natural inclou montans tropicals o subtropicals secs i prades tropicals o subtropicals a gran altitud. Està amenaçada d'extinció per la pèrdua del seu hàbitat natural.